# Marcus Valerius Corvus
Pour les articles homonymes, voir Valerius Corvus et Corvus (homonymie).
Marcus Valerius Corvus est un homme politique de la République romaine actif durant toute la deuxième moitié du IVe siècle av. J.-C. Général compétent et apprécié du peuple, la tradition antique lui attribue six consulats et deux dictatures sur une période de 46 ans .

## Famille
Il est membre des Valerii Maximi, branche patricienne de l'illustre gens Valeria. Il est le fils et le petit-fils d'un Marcus Valerius. Il pourrait avoir un lien de parenté proche avec les Valerii Lactucini Maximi. Son nom complet est Marcus Valerius M.f. M.n. Corvus. Il est le père de Marcus Valerius Maximus Corvinus, consul en 312 et 289 av. J.-C.
La longévité politique de Corvus telle qu'elle est présentée par la tradition antique est impressionnante : il aurait obtenu 21 fois une magistrature curule durant sa carrière selon Pline l'Ancien. Il s'agit sans doute de la plus longue carrière politique du IVe siècle av. J.-C. Aussi, pour des raisons chronologiques, sa deuxième dictature et ses deux derniers consulats ont pu être attribués à son fils consul en 312 av. J.-C. ou à un hypothétique deuxième fils qui porterait le même nom. Toutefois, le Chronographe de 354 indique bien une itération de V pour le consulat de 300 et les Fastes capitolins une itération de VI pour celui de 299, ainsi que le chiffre II pour la dictature de 302/301 av. J.-C.

## Biographie

### Tribunat militaire (349)
En 349 av. J.-C., il sert comme tribun militaire sous le commandement du consul Lucius Furius Camillus (it) durant la campagne contre les Gaulois qui ont pénétré dans le Latium. Il est volontaire pour affronter en combat singulier un guerrier gaulois et, selon la tradition à l'origine de son surnom, un corbeau (corvus) se perche sur son casque et lui apporte son aide durant le duel,.
Cette histoire peut éventuellement être mise en relation avec la déesse guerrière gauloise Catubodua, qui est une déesse-corneille. Vainqueur et initiateur de la victoire romaine sur les Gaulois, Corvus est récompensé d'un don de dix bœufs et se voit élire consul pour l'année suivante, malgré son jeune âge de 23 ans, normalement insuffisant pour exercer cette magistrature.

### Premier consulat et préture (348/347)
En 348 av. J.-C., il est donc consul avec Marcus Popillius Laenas pour collègue. Son consulat se déroule sans conflit interne ni guerre. Cette année-là, les Antiates colonisent Satricum et les Romains concluent un traité avec les Carthaginois.
Corvus a peut-être occupé la préture l'année suivant son consulat, comme cela arrive fréquemment avant les guerres puniques.

### Deuxième consulat (346)
En 346 av. J.-C., Corvus est de nouveau consul avec Caius Poetelius Libo Visolus pour collègue. Il défait les Antiates et les Volsques de Satricum qui est détruite. Ses victoires lui valent l'honneur d'un triomphe célébré l'année suivante,.

### Troisième consulat (343)
En 343 av. J.-C., Corvus est consul pour la troisième fois avec Aulus Cornelius Cossus Arvina. Les consuls mènent la première campagne de la première guerre samnite et livrent successivement trois batailles dont ils sortent victorieux. Corvus est apprécié par ses soldats et remporte deux batailles contre les Samnites, la première au pied du Monte Gaurus près de Cumes et la deuxième à Suessula. Il obtient un second triomphe qu'il célèbre à Rome puis retourne en Campanie pour prévenir toute attaque samnite durant l'hiver,.

### Première dictature (342)
Durant l'hiver 343/342, les troupes romaines stationnées à Capoue projettent de se mutiner et d'enlever la ville aux Campaniens. Caius Marcius Rutilus, consul en 342 av. J.-C., ayant eu vent de ce risque d'insubordination imminente, décide de temporiser en laissant croire que les garnisons seraient maintenues en l'état une année supplémentaire, espérant ainsi que les soldats remettraient l'exécution de leur projet à l'année suivante. Les deux consuls, Rutilus et son collègue Quintus Servilius Ahala demeuré à Rome, profitent de la saison de campagne pour disperser les éléments les plus dangereux et les éloigner de la Campanie. Dans la crainte de représailles, les soldats démobilisés se regroupent et se retranchent sur les pentes du Mont Albain. Ils désignent contre son gré Titus Quinctius Poenus Capitolinus Crispinus comme général et marchent vers Rome.
Le Sénat désigne Corvus comme dictateur pour résoudre cette crise. Il prend Lucius Aemilius Mamercinus comme maître de cavalerie. Alors que les soldats mutinés s'approchent de Rome, Corvus se porte à leur rencontre à la tête d'une armée mais, fort de sa popularité auprès des soldats, il tente d'abord de négocier avec les rebelles afin de trouver une issue diplomatique à cette crise interne. Tite-Live prête à Corvus un discours d'apaisement et de réconciliation.
Titus Quinctius se déclare favorable à la paix et est suivi par les soldats rebelles. Le dictateur obtient du Sénat que les soldats mutinés soient amnistiés,.

« [...] le dictateur [...] revient à Rome, et, à l'initiative du Sénat, obtient du peuple, au bois Petelinus, qu'on n'inquiètera point les soldats pour cette défection. Il demanda aussi en grâce aux Romains que nul, par plaisanterie ou sérieusement, ne leur en fît un reproche. »

— Tite-Live, Histoire romaine, VII, 41, 3
D'autres annalistes que Tite-Live livrent une version de cette mutinerie un peu différente. Toutes les mesures que Tite-Live attribue au dictateur auraient en fait été prises par les consuls eux-mêmes sans qu'il ait été nécessaire de nommer un dictateur.

### Premier interrègne (340)
Craignant de se retrouver pris en étau entre les territoires romains et samnites, les Latins forment en 341 av. J.-C. une alliance avec les autres peuples partageant leur situation, les Volsques, les Aurunces, les Campaniens et les Sidicins. Les Romains, ayant eu vent de cette alliance et de ces projets hostiles à l'égard de Rome, décident de faire abdiquer les consuls en exercice afin d'en avoir de nouveaux prêts à prendre le commandement dans la guerre qui se prépare. Les anciens consuls ne pouvant pas organiser eux-mêmes les élections, deux interrois se succèdent, Corvus et un Marcus Fabius. Titus Manlius Imperiosus Torquatus et Publius Decius Mus sont élus consuls,.

### Pontificat (340)
Cette même année, en 340 av. J.-C., Corvus pourrait être identifié au Marcus Valerius pontife qui assiste le consul Publius Decius Mus lorsqu'il prononce sa devotio durant la bataille de Trifanum.

### Quatrième consulat (335)
En 335 av. J.-C., Corvus est consul pour la quatrième fois avec Marcus Atilius Regulus Calenus pour collègue. Le Sénat leur confie la conduite de la guerre contre les Ausones et les Sidicins. Corvus s'empare de Cales et célèbre son troisième triomphe.

### Deuxième et troisième interrègnes (332/320)
Grâce à sa renommée, Corvus assure l’intérim du pouvoir comme interroi à deux reprises pour assurer les élections des consuls pour 332 et en 320 av. J.-C., En 332 av. J.-C., il succède à quatre interrois et mène à terme les élections consulaires. En 321 av. J.-C., après la défaite des Fourches Caudines, le Sénat contraint les consuls vaincus par les Samnites à abdiquer et désigne un premier dictateur afin d'assurer les élections de nouveaux consuls. La désignation de ce dernier n'ayant pas été faite de façon régulière, le Sénat nomme un deuxième dictateur pour assurer les élections, mais ce dernier ne parvient pas non plus à les tenir . Ils sont donc remplacés par des interrois. Ce sont Corvus et Quintus Fabius Maximus Rullianus qui se succèdent pour présider les élections.

### Légat (325/310)
Un Marcus Valerius apparaît en tant que légat pour l'année 325 av. J.-C., nommé par le dictateur Lucius Papirius Cursor comme responsable du camp romain durant la campagne contre Satricum. Il pourrait s'agir de Corvus mais plus probablement de son fils Marcus Valerius Maximus Corvinus.
En 310 av. J.-C., Corvus sert comme légat avec Publius Decius Mus sous les ordres du dictateur Lucius Papirius Cursor durant la campagne dans le Samnium contre Longulae,.

### Commission spéciale (313)
En 313 av. J.-C., Corvus est un des triumviri coloniae deducendae avec Decimus Iunius Brutus Scaeva et Publius Fulvius Longus, qui fondent une colonie latine à Saticula.

### Préture (308)
Corvus aurait été trois fois préteur durant sa carrière, la première fois dès 347 av. J.-C. après son premier consulat. Les dates des deux autres prétures demeurent inconnues. La deuxième se placerait après 345 tandis que la troisième est datée avant 308 av. J.-C.

### Seconde dictature (302/301)
En 302 av. J.-C., alors que le Sénat a déjà fait appel à un dictateur pour réprimer une révolte des Eques, des troubles à Arretium en Étrurie et chez les Marses qui refusent la déduction d'une colonie romaine à Carseoli le poussent à nommer un nouveau dictateur en la personne de Corvus qui choisit Marcus Aemilius Paullus comme maître de cavalerie. Les Marses sont repoussés et le dictateur s'empare en quelques jours de plusieurs villes comme Milionia, Plestina et Fresilia. Alors que le dictateur tourne ses opérations contre les Étrusques, son maître de cavalerie retourne à Rome pour renouveler les auspices. Sur le chemin, Paullus est pris dans une embuscade où il perd de nombreux hommes. Le dictateur Corvus se porte à son secours et engage la bataille contre les Étrusques qu'il défait. Il célèbre à Rome un triomphe à la fois pour ses victoires sur les Marses et les Étrusques. Les évènements semblent s'étaler de la fin de 302 à l'année 301 av. J.-C. puisque Tite-Live ne donne pas de consuls pour cette année-là qui est considérée comme une des « années de dictature ». Selon les Acta Triumphalia, les Fastes capitolins et Tite-Live, la dictature est attribuée à Corvus, consul dès 348 av. J.-C., et non à son fils.

### Cinquième consulat (300)
Corvus aurait été élu une cinquième fois consul en 300 av. J.-C. avec Quintus Appuleius Pansa pour collègue, juste après l'année dictatoriale pendant laquelle il aurait exercé la fonction de dictateur sans qu'il y ait de consuls élus. Il est possible qu'il s'agisse en fait de son fils, mais le Chronographe de 354 accompagne la mention de son consulat du chiffre V. La confusion provient du fait que Tite-Live utilise l'agnomen Maximus pour l'année 302, alors qu'il ne l'utilise pas auparavant pour désigner Corvus, et qu'il identifie le dictateur de 302 avec le consul de 300 et 299 av. J.-C. Cet agnomen apparaît toutefois dans les textes d'autres auteurs antiques comme Aurelius Victor pour l'année 343 av. J.-C. et Aulu-Gelle pour l'incident avec le corbeau.
Cette année-là, Corvus mène une campagne contre des rebelles èques tandis que son collègue au consulat Pansa lance les opérations militaires contre Nequinum en Ombrie. De retour à Rome, Corvus fait passer la première loi de provocatione dont l'authenticité n'est pas remise en doute. La Lex Valeria institue l'appel au peuple qui vient remplacer l'auxilium des tribuns de la plèbe, c'est-à-dire leur faculté à venir en aide au citoyen qui en fait la demande. Cette loi concerne uniquement les cas où le magistrat a prononcé une sentence capitale qui prend la forme d'une décapitation précédée d'une flagellation. Elle ne traite pas des autres formes de coercition.

### Sixième consulat (299)
Corvus est donné comme consul suffect pour l'année 299 av. J.-C. afin de remplacer le consul Titus Manlius Torquatus qui est mort au cours d'une campagne en Etrurie. Corvus reprend avec succès le commandement militaire. Comme pour le consulat de l'année précédente et la dictature de 302/301 av. J.-C., l'identification de ce Marcus Valerius n'est pas certaine ; selon les Fastes capitolins qui indiquent une itération de VI, il s'agit de Corvus, qui a atteint un âge avancé et doit être septuagénaire, mais il pourrait aussi s'agir de son fils.
Selon Pline l'ancien, il serait décédé centenaire, probablement vers 271 av. J.-C..